# Walther Stennes
Walther Franz Maria Stennes (12. dubna 1895 Bad Wünnenberg – 19. května 1983 Lüdenscheid) byl německý voják a politik, příslušník Sturmabteilungu.
Pocházel z rodiny důstojníka, absolvoval berlínskou Preußische Hauptkadettenanstalt a bojoval v první světové válce. Na flanderském bojišti byl jedním z aktérů vánočního příměří. V roce 1915 mu byl udělen Železný kříž.
Po válce působil u policie a ve Freikorpsu, v roce 1927 se stal členem NSDAP. Byl velitelem berlínské župy SA. V roce 1930 vystoupil s požadavkem na sesazení berlínského gauleitera Josepha Goebbelse, kterého obvinil z buržoazního způsobu života a zrady revolučních ideálů. V dubnu 1931 se SA-manni pod Stennesovým vedením pokusili převzít kontrolu nad stranickým listem Der Angriff. Adolf Hitler se v konfliktu postavil za Goebbelse, Stennes byl vyloučen z nacistické strany a v roce 1933 s rodinou emigroval do Číny, kde se stal vojenským poradcem Čankajška.
V roce 1949 se vrátil do Německa a působil v krajně pravicové organizaci Deutsche Soziale Partei.